# Posada Felsztyńska
Posada Felsztyńska (ukr. Посада Фельштинська) – część Skeliwki (dawna nazwa Felsztyn) na Ukrainie, blisko granicy z Polską, w obwodzie lwowskim, w rejonie samborskim. Leży w zachodniej części miejscowości, wzdłuż głównej drogi na Horodyszcze. Dawniej samodzielna wieś.

## Historia
Do 1928 samodzielna wieś gmina jednostkowa. Pod zaborem austriackim gmina do 1867 należała do Bezirk Stara Sól w cyrkule samborskim. 28 lutego 1867 weszła w skład nowo utworzonego powiatu staromiejskiego.
W II Rzeczypospolitej miejscowość należała do powiatu starosamborskiego w woj. lwowskim; w 1921 roku liczyła 1130 mieszkańców.
1 kwietnia 1928 Posadę Felsztyńską włączono do Felsztyna.
Po wojnie wraz z Felsztynem włączona do Związku Radzieckiego (Ukraińskiej SRR).